# Ken Williams
Ken Williams (né en octobre 1954) est un programmeur de jeux américain, cofondateur avec sa femme Roberta Williams d'On-Line Systems en 1980, qui deviendra en 1982 Sierra On-Line. Roberta et Ken se marièrent à l'âge de 19 ans et eurent deux enfants. Le couple représente des figures emblématiques dans le développement des jeux vidéo d'aventure graphique.
Ken a été président de Sierra jusqu'à ce que la société soit vendue à CUC en 1996. Vivendi (aujourd'hui Activision Blizzard après que Vivendi, Activision et Blizzard aient fusionnées) possèdent toujours le nom de Sierra.
Depuis 2006, Ken profite de sa retraite avec sa femme Roberta. Il ne travaille plus dans l'industrie du jeu vidéo. Ses projets se limitent aujourd'hui à l'écriture et à la gestion d'un site internet appelé TalkSpot. Il a publié un livre intitulé Crossing an Ocean under Power qui retrace son voyage avec Roberta à travers l'Atlantique sur son chalutier de 62 pieds.
Dans une interview, Ken admet que les deux personnes qui l'ont le plus influencé dans sa carrière comme développeur de jeux et qui l'ont amené à créer Sierra telle qu'elle est aujourd'hui, sont Bill Gates et Walt Disney « Aucun doute là-dessus : il y a eu deux personnes qui ont eu une très grosse influence sur Sierra : Bill Gates et Walt Disney. Ces deux entreprises furent nos modèles. J'ai lu tous les livres sur chaque compagnie. J'ai fait tout pour comprendre comment elles pensaient, comment elles travaillaient. »